# 维维亚尼定理

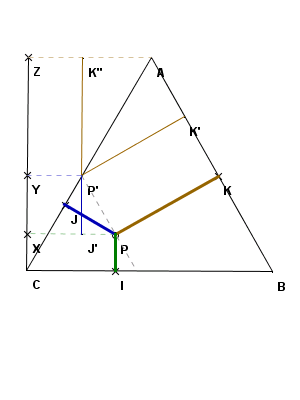

维维亚尼(Viviani)定理說明：在等邊三角形內任意一點P跟三邊的垂直距離之和，等於三角形的高。
這個定理可一般化為：等角多邊形內任意一點P跟各邊的垂直距離之和，是不變的，跟該點的位置無關。
它以温琴佐·维维亚尼命名。

## 证明
设{\displaystyle \triangle ABC}为等边三角形，{\displaystyle P}为其内部一点。设{\displaystyle s}为其边长，{\displaystyle h}为高，{\displaystyle l,\;m,\;n}为{\displaystyle P}到各边的距离。那么：
{\displaystyle S_{\triangle ABC}=S_{\triangle ABP}+S_{\triangle ACP}+S_{\triangle BCP},}
{\displaystyle {\frac {sh}{2}}={\frac {sl}{2}}+{\frac {sm}{2}}+{\frac {sn}{2}},}
{\displaystyle h=l+m+n.}
Q.E.D.